# غرام المليونير (فلم)
غرام المليونير هو فيلم موسيقي مصري من إخراج عاطف سالم وبطولة عبد السلام النابلسي، كمال الشناوي، سامية جمال، ليلى حمدي وعباس رحمي. صدر الفيلم في 18 فبراير 1957.

## نبذه
تدور الأحداث حول الراقصة سلوى والتي تعتبر النجمة الأولى للفرقة الاستعراضية التي تعمل معها، تنتشر شائعة عن علاقة سلوى بمليونير معروف، ويسعى مدير الفرقة للاستفادة من تلك الشائعة لتحقيق المزيد من الربح، لتتصاعد الأحداث.

## طاقم العمل
- عبد السلام النابلسي بدور الرشيدي
- كمال الشناوي بدور كمال خورشيد
- سامية جمال بدور سلوى
- ليلى حمدي بدور مدام روز
- عباس حلمي بدور كوزماتيك

## وصلات خارجية
- مقالات تستعمل روابط فنية بلا صلة مع ويكي بيانات